# 刘珒
刘珒（英語：Kate Liu，1994年5月23日—）是一名出生于新加坡的美国古典钢琴家。

## 生平
她于8岁时离开新加坡前往美国生活。此后曾在芝加哥音乐学院修读，现就读于柯蒂斯音乐学院，师从罗伯特·麦克唐纳（Robert McDonald）。
2015年10月，刘珒获得第十七届萧邦国际钢琴比赛第三名以及玛祖卡最佳演奏奖。